# Évolution annuelle des tarifs T2A
 (juin 2017).
- Si vous ne connaissez pas le sujet, laissez ce bandeau (vous pouvez alors contacter les auteurs).
- Si vous supprimez le contenu mis en cause (vous pouvez préalablement contacter les auteurs),

argumentez précisément cette suppression dans la page de discussion
(un manque de référence n'est pas un argument ; une recherche réelle de référence doit avoir été effectuée, être formellement documentée).
La tarification à l'activité (T2A) a indéniablement incité les établissements à augmenter sensiblement leur activité hospitalière. Néanmoins, l’évolution annuelle des tarifs reste un débat plutôt sensible qui a poussé les établissements de santé à adopter une véritable stratégie pour y faire face. À ce stade, il est alors légitime de se demander quelles sont les stratégies développées par les établissements de santé pour parer à l’évolution annuelle des tarifs T2A.
Difficile à mettre en œuvre, celles-ci reposent majoritairement sur la régulation prix-volume. Ce nouveau raisonnement économique et financier a été plus ardu à adopter pour le secteur public qui n’était auparavant pas familier d’une réflexion basée sur la performance, la compétitivité et la rentabilité au contraire du secteur privé. À ce titre, il sera d’abord étudié la nécessaire adaptation des stratégies de fonctionnement des établissements pour ensuite pouvoir exposer le rapprochement de la stratégie du secteur public de celle qu’adoptait déjà le secteur privé.

## Introduction
Lors de la campagne présidentielle, Emmanuel Macron déclarait qu’il convenait « d’améliorer l'organisation de l'hôpital en le décloisonnant ». À ce titre, il propose, dans le cadre de son quinquennat, de renforcer l’autonomie des hôpitaux, d’élargir les Groupements hospitaliers de territoire (GHT) au secteur privé et surtout « de plafonner à 50 % la tarification à l’activité (T2A) des hôpitaux ».

### Modalités de financement antérieures à la T2A
Le système de financement des établissements de santé a fait l’objet de nombreuses réformes avant d’être celui qu’il est actuellement. Par la loi du 15 juillet 1893 relative à l’Assistance Médicale Gratuite, le financement des hôpitaux publics reposait sur le système du « prix de journée » correspondant au prix de revient moyen d’une journée d’hospitalisation. Ce système a été abandonné par la loi dite Bérégovoy du 19 juillet 1983 au profit de la dotation globale de financement (DGF). Celle-ci correspond à un « budget » calculé, en lien l’Objectif national des dépenses de l’Assurance-maladie (ONDAM), alloué annuellement et de façon limitative aux hôpitaux ainsi qu’aux établissements privés participant au service public hospitalier (PSPH). La DGF avait ainsi pour but de combler le déficit de la Sécurité sociale en maîtrisant les dépenses de santé. Les cliniques, quant à elles, restaient soumises au système de tarification à la journée avec un forfait lié aux actes réalisés.
Néanmoins, rapidement, ces deux systèmes de financement montrèrent leurs limites et notamment la DGF qui ne permettait pas aux établissements de santé qui y étaient soumis de se montrer performants. En effet, l’activité était au bon vouloir du corps médical, motivé ou non. Ce système était critiqué par tous les acteurs qui se voulaient porteurs de projets puisqu’ils se voyaient dans l’obligation de demander des compléments de dotations pour les réaliser : le système n’était absolument pas incitatif. La volonté des pouvoirs publics était de changer le comportement des acteurs de santé en prenant en compte l’activité des établissements.
C’est dans cette optique de redynamiser les établissements de santé, que fut lancé le plan « Hôpital 2007 », le mercredi 20 novembre 2002. Avec le schéma régional d’organisation sanitaire, la certification et la nouvelle gouvernance en pôles d’activité, la T2A représentait l’une des grandes réformes de ce plan. Jean-François Mattéi, Ministre de la santé de l’époque, voulait mettre fin à la DGF qu’il considérait comme « un système de financement sclérosant » en rénovant totalement le mode de financement des établissements de santé. Dans le même temps, une mission opérationnelle pour l'expérimentation et la mise en place de la tarification à l'activité (MT2A), placée sous l’autorité du Ministre, avait pour but « d’informer les organismes représentatifs des établissements par le biais d’un comité de suivi ».

### Modalités actuelles de financement sous T2A

#### Définition et fonctionnement
Avec l’aide de la MT2A, la réforme de la T2A fut définitivement mise en œuvre par la loi de financement de la Sécurité sociale pour 2004 du 18 décembre 2003. La T2A correspond à « l'allocation des ressources aux établissements de santé publics et privés sur le volume et la nature de leur activité mesurée, pour l'essentiel, par le programme de médicalisation des systèmes d'information (PMSI) ». 
Le PMSI, introduit par la loi du 31 juillet 1991 portant réforme hospitalière, oblige les établissements de santé à procéder à l’analyse de leur activité et à « mettre en œuvre des systèmes d'information qui tiennent compte notamment des pathologies et des modes de prise en charge ».
Les patients sont alors classés dans des Groupes Homogènes de Malades (GHM) qui permettent d’identifier les prestations de soins réalisées sur un profil de patient. Les Études Nationales de Coûts à méthodologie commune (ENC) vont permettre d’obtenir des coûts moyens nationaux par type de prestations de soins réalisée par les établissements de santé. Dès lors, chaque GHM correspond à un tarif fixé au niveau national appelé Groupe Homogène de Séjour (GHS) qui conditionne ainsi le tarif pris en charge par l’Assurance-Maladie. 

#### Calendrier de mise en œuvre de la réforme T2A
Ce nouveau mode de financement permet ainsi, d’une part, « de déterminer l'allocation des ressources aux établissements de santé en fonction de la nature et du volume de l'activité réalisée » et d’autre part, d’instaurer un système unique pour le secteur public et privé afin de faciliter les coopérations. Toutefois, une dernière distinction était opérée entre les différents types d’établissement de santé à propos du calendrier de mise en œuvre de la réforme. En ce qui concerne les cliniques, la mise en œuvre de la T2A est passée directement, en 2005, par l’application d’un coefficient de transition afin d’aligner les tarifs régionaux sur le tarif national. Concernant les établissements publics et les établissements de santé privés d’intérêt collectif (ESPIC), la transition s’est effectuée beaucoup plus en douceur avec le maintien d’une partie de l’activité sous l’ancienne DGF. La part d’activité sous T2A s’élevait à 0 % en 2004, 25 % en 2005, 35 % en 2006, 50 % en 2007 pour atteindre enfin les 100 % au 1er janvier 2008.

#### Autres modalités de financement
La T2A concerne seulement les activités de médecine, chirurgie et obstétrique (MCO) pour les établissements de santé publics, à but lucratif et non lucratif. Autrement dit, les activités de psychiatrie et de soins de suite et de réadaptation (SSR) – les SSR ont vocation à passer sous T2A à l'horizon 2018-2022 – restent sous les anciens régimes du prix de journée et de la DGF. En effet, il était tout bonnement impossible de soumettre immédiatement la totalité des ressources des établissements de santé à la T2A c’est pourquoi d’autres sources de financement furent maintenues telles les missions d’intérêt général et d’aide à la contractualisation interne (MIGAC) et les missions d’enseignement, de recherche, de référence et d’innovation (MERRI) pour les établissements de santé publics et les ESPIC. Ces derniers modes de financement sont difficilement quantifiables sur le plan de l’activité et ne seront donc pas abordés ici.

## Adaptation primordiale des stratégies des établissements
La T2A a véritablement bouleversé l’ordre établi puisqu’elle a poussé les établissements de santé publics comme privés à adapter leur ancienne stratégie d’établissement à la nouvelle analyse prix-volume. Néanmoins, des difficultés pratiques sont venues émailler et émaillent encore la mise en œuvre de la réflexion nouvelle empruntée par les établissements de soins.

### Mise en œuvre complexifiée par des difficultés organisationnelles

#### Contexte
La T2A a été introduite dans un contexte financier très contraint, s’expliquant par un effet de ciseaux, résultant de deux facteurs. Au moment de son introduction, il a été décidé de freiner fortement la croissance de l’ONDAM, devenue difficilement soutenable. Dès lors, pour les hôpitaux, la T2A a contribué à un déséquilibre budgétaire chronique, d’autant que le remboursement des activités est régulièrement revu à la baisse afin de pouvoir cadrer avec l’enveloppe fermée de l’ONDAM. Cette enveloppe n’augmente pas suffisamment chaque année pour répondre aux besoins puisque depuis sa mise en œuvre en 1997, l’ONDAM a été systématiquement dépassé jusqu’en 2010. 
D’un autre côté, il était également souhaité  relancer l’investissement hospitalier : ce désir a eu pour effet d’accroitre les charges des établissements et de l’Assurance maladie qui se retrouve alors confrontée tous les ans à un déficit budgétaire.
Les nouveaux tarifs des GHS apparaissent chaque année dans le courant du mois de mars par arrêté du ministre de l'Economie et des Finances et du ministre de la Santé, un fonctionnement en deux temps est alors mis en œuvre : les financements de janvier et février restent calculés sur la base des tarifs de l’année n-1 ce qui entraîne un décalage qui se répercute d’une année à l’autre. 
De plus, le fait que l’Assurance-maladie soit chaque année déficitaire entraîne un financement fermé par l’ONDAM et, par conséquent, une évolution des tarifs très limitée voire à la baisse d’une année à l’autre afin de limiter le déficit. L’évolution dégressive des tarifs provoque chaque année une perte de chiffre d’affaires à activité pourtant identique. Un contraste saisissant est observé entre l’évolution des tarifs, irrémédiablement en baisse, et l’évolution des dépenses d’exploitation, qui ne cessent d’augmenter comme en témoigne Monsieur Lefebvre, directeur financier du Groupement des hôpitaux de l’Institut Catholique de Lille (GHICL) en déclarant « Quand on prend l’activité de l’année n-1 et que l’on applique les tarifs de l’année n, il est constaté une perte considérable et ce depuis que la T2A existe. Quand l’établissement a déjà travaillé sur la production, la caisse mixte, la création de nouveaux services et spécialités, il se retrouve dos au mur sans rien pouvoir faire de plus si ce n’est d’augmenter l’activité. Cependant, les quantités sont limitées par la capacité des établissements en hospitalisation ou en consultation. Par conséquent, il faut travailler sur les charges pour les diminuer. Là est toute la difficulté ».
Pour faire face à ce déséquilibre budgétaire inévitable, les établissements doivent faire preuve d’imagination d’autant qu’ils se retrouvent confrontés à de véritables difficultés d’ordre structurel dans la mise en œuvre de leurs stratégies d’établissements. 

#### Difficultés liées au contrôle du budget des établissements de santé
Par ailleurs, d’autres difficultés liées aux tarifs sont constatées à la suite du contrôle du budget des établissements de santé. Auparavant, les établissements publics et PSPH devaient faire remonter leurs budgets à l’Agence régionale de santé (ARS) entre mars et mai de l’année en cours contrairement au secteur privé, où les budgets étaient élaborés à n-1. Une modification a eu lieu récemment, les budgets de l’ensemble des établissements sont désormais envoyés pour contrôle aux autorités de tutelles à la fin du mois de décembre de l’année n-1, les autorités ayant alors un mois pour les valider. Cependant, avec ce nouveau calendrier, les budgets sont élaborés sans connaître la nouvelle grille tarifaire intervenant au mois de mars. Les établissements se basent alors sur la baisse historique des années antérieures afin d’échafauder le budget de l’année à venir. À titre d’exemple, le GHICL s’était basé, pour l’année 2017, sur une baisse de 1 % des tarifs de T2A. Or, celle-ci s’étant élevée à 1,8 %, le Groupement a alors enregistré une perte supplémentaire sur la perte initialement prévue.

#### Difficultés liées à la possible suppression de la prise en charge des chambres particulières
Par ailleurs, dans la partie tarification, il reste une liberté pour les établissements de santé qui réside dans la fixation des tarifs des chambres particulières : celles-ci représentent un chiffre d’affaires assez important, généralement pris en compte par les mutuelles. Le but, pour les établissements publics et ESPIC notamment, est de fixer le tarif en fonction de la prise en charge de la mutuelle pour que le patient n’ait rien à payer de sa poche. Cette mesure très prisée permettait aux établissements de santé d’obtenir des avantages financiers considérables. Néanmoins, avec le nouveau gouvernement, le Président de la République souhaite prendre en charge de façon intégrale les dépenses liées aux dentaires et optiques. Alors que les établissements de santé sont soumis à une enveloppe fermée, la contrepartie est d’interdire aux mutuelles de rembourser les chambres particulières, ce qui engendrerait pour les établissements de santé une énorme perte financière. 

#### Difficultés liées à la mise en œuvre de la FIDES
Enfin, la dernière marche de la réforme du mode de financement de l’hôpital est la facturation au fil de l’eau, les recettes de l’établissement dépendent désormais des factures délivrées en temps réel, c’est-à dire une fois le patient sorti de l’hôpital. Ces factures sont transmises directement à une caisse de paiement unique de l’Assurance maladie afin d’assurer une meilleure maîtrise des dépenses de santé via le système de Facturation individuelle des établissements de santé (FIDES). Ce projet vise dans un premier temps les activités MCO qui représentent environ 40 milliards d’euros des dépenses d’Assurance maladie soit près de 30 % de l’ONDAM avec la volonté d’intégrer les activités SSR au fur et à mesure. 
Cette facturation est déjà en œuvre pour certains types d’activités ou de patients (CMUC, rétrocession de médicaments, migrants et AME) mais, en réalité, les établissements s’interrogent sur les modalités de mise en œuvre. En effet, il est déjà constaté des difficultés en interne où les changements organisationnels et culturels imposés par ce projet donnent du fil à retordre aux chefs d’établissement. Des difficultés en externe sont également observées puisque la facturation impose une certaine vigilance, c’est-à-dire que toute facture présentant une anomalie est rejetée et non payée par l’Assurance maladie ce qui oblige les établissements à refacturer. En outre, l’enregistrement des droits du patient doit être fait avec vigilance : une simple erreur sur le numéro de carte vitale et c’est toute la chaîne de facturation qui est remise en cause.

### Analyse prix-volume, clef de voûte des stratégies d'établissements

#### Principe
La méthode de la T2A associe le paiement à l’activité réalisée par l’établissement. Cette technique de financement a été introduite pour augmenter l’activité hospitalière, et permettre de réaliser des économies au niveau de l’assurance maladie.
En France, la maîtrise globale des dépenses hospitalières est assurée, dans le schéma actuel, par les objectifs de dépenses pour les hôpitaux de court séjour (public et privé séparément) définis à partir de l’ONDAM. Le mécanisme choisi, qui est propre à la France, prévoit une baisse des tarifs en cas d’augmentation de l’activité hospitalière globale et non en fonction des évolutions d’activité de chaque établissement. Ce dispositif, qui ne fait pas de distinction entre les différentes activités produites et qui ne prend pas en compte l’effort individuel des établissements, est problématique et peut engendrer des effets pervers : c’est ce que l’on appelle la régulation prix/volume. Ceci génère alors un système extrêmement opaque pour les établissements, qui vont voir leur budget diminuer car ils n’ont pas développés une activité rentable. À niveau et gamme d’activité équivalente, un établissement peut se voir « sanctionné » dans son financement, à cause des décisions stratégiques de production des autres établissements.
Cette méthode de développement de la T2A, engendre pour les établissements de santé une diminution des recettes pour les instituons qui ne réussissent pas à accroître suffisamment leur volume d’activité. Cette méthode développée en France peut décourager les établissements de santé car ils voient leur financement diminuer. Ainsi la régulation prix-volume a pour conséquence une récupération des dépassements sur les tarifs des Groupements homogène de séjour, lorsque les volumes d’activité augmentent davantage que prévu.

#### Développement de l'activité ambulatoire
Par ailleurs, cette régulation prix/volume a impliqué que les établissements prévoient de nouvelles stratégies de fonctionnement pour arriver à équilibrer leur budget. Ainsi l’une des stratégies mise en place est de développer l’activité ambulatoire au sein des établissements de santé. La médecine ambulatoire permettrait de réaliser de nombreuses économies car elle est moins coûteuse que l’activité hospitalière. 
À partir de 2015, c’est dans ce contexte de réalisation d’économies que la médecine ambulatoire est devenue une priorité nationale : ce mode d’hospitalisation permet réellement de générer des économies. D’après la Cour des comptes, l’ambulatoire a permis de générer, pour l’Assurance maladie, cinq milliards d’euros. De plus, la médecine ambulatoire est un plus pour le patient car il est assuré d’avoir une prise en charge sécurisée et plus supportable. Le patient regagne son domicile le soir même de l’intervention. La médecine ambulatoire permet d’augmenter le bien-être des patients au cœur de l’établissement. En revanche, elle  est moins bien rémunérée à l’activité par rapport à l’activité hospitalière. 
Pourtant, les bénéfices envisagés en développant cette forme d’activité ont contraint les pouvoirs publics à augmenter l’ambulatoire. Cette période sera même être appelée « le virage ambulatoire ». Cette volonté d’augmenter l’activité ambulatoire est d’ailleurs retrouvée dans les Contrats Pluriannuels d’Objectifs et de Moyens (CPOM). L’ARS, prévoit dans le CPOM l’objectif à atteindre pour les établissements de santé en matière ambulatoire. Ainsi l’activité ambulatoire d’un établissement de santé doit être comprise « entre 50 et 60 % de l’activité totale du centre hospitalier ». Le développement de l’ambulatoire permet de faire des économies pour l’Assurance-maladie mais cette activité n’est pas économiquement viable pour les établissements de santé. Dès lors, logiquement, si un établissement n’arrive pas à dégager une marge sur une activité, il ne pourra pas investir et donc développer l’activité : c’est le serpent qui se mord la queue. 

#### Activité hospitalière
La deuxième activité importante réalisée au sein d’un établissement de santé est l’activité hospitalière. Cette activité est mieux rémunérée par l’ARS que la médecine ambulatoire. Il apparait donc plus judicieux pour un établissement de santé de développer davantage son activité de MCO. Cependant, une telle activité peut ne pas être rentable en fonction des moyens mis par l’établissement pour réaliser une intervention. Par ailleurs, la durée moyenne de séjour est calculée au niveau national et est identique pour tous les établissements de santé sur le territoire. Pour pouvoir être rémunéré à sa juste valeur, la durée moyenne de séjour de l’établissement doit correspondre à la durée moyenne de séjour fixée au niveau national. Si un établissement ne respecte pas la durée moyenne de séjour, il sera moins rémunéré et il perdra de l’argent. 
C’est dans ce contexte d’une meilleure efficience du système de santé et de volonté de répondre à des exigences toujours plus contraignante de l’ARS que les établissements de santé doivent développer la formation des professionnels aux techniques moins invasives. Il est important pour les professionnels de santé de se mettre à jour régulièrement sur les pratiques médicales pour gagner du temps. Il convient également de réduire l’hospitalisation et en contrepartie de maximiser les soins ambulatoires. En effet, les soins ambulatoires permettent de libérer de la place dans les établissements et donc d’augmenter l’activité hospitalière. 
Dès lors, il ressort de ce qui précède que la régulation macroéconomique des dépenses des établissements de santé réalisée par la Haute Autorité de Santé (HAS) méconnait véritablement les particularismes locaux. Ainsi, au sein d’une enveloppe budgétaire fermée, l’augmentation du volume d’activité, conjoint à celle des besoins, se solde par une baisse des tarifs pour certains établissements. La commission des affaires sociales du Sénat a adopté, le 25 juillet 2012, un rapport d’information de la mission d’évaluation des comptes de la Sécurité sociale sur le financement des établissements de santé. Dans celui-ci, la commission a indiqué que la régulation prix/volume devrait prendre en compte l’évolution de l’activité de chaque hôpital. Dans ce cas, la commission indiquait que l’ARS pourrait fixer par contrat un volume d’activité à chaque établissement et non plus dans la globalité. 
Ce type de contrat serait un véritable soulagement pour les établissements de santé dans l’élaboration de leur stratégie de fonctionnement. Par ailleurs, cette prise en compte de l’activité serait bienvenue notamment pour les établissements publics qui ont eu un effort plus important à fournir que le secteur privé pour intégrer un raisonnement économique pour parer à la fameuse analyse prix/volume.

## Intégration des stratégies de fonctionnement propres au secteur privé par le secteur public
L’évolution annuelle des tarifs T2A impose aux établissements de santé, qu’ils soient publics ou privés, de faire évoluer leur stratégie de fonctionnement afin de demeurer compétitifs et économiquement stables. Cependant, une inégalité est remarquée entre ces deux secteurs quant à l’adaptation du passage à la T2A. En effet, il a été plus aisé pour les établissements privé de santé de s’adapter au système de T2A, à la différence des établissements publics qui ont dû, pour ce faire, adopter des raisonnements économiques privés auxquels ils n’étaient pas coutumiers.

### Adaptation plus aisée du secteur privé à la T2A
Les établissements publics et privés n’ont pas eu la même facilité à s’adapter au financement par la tarification à l’acte. Ceci dépend, en effet, de plusieurs facteurs inhérents à la nature même des établissements.

#### Bénéfices de l'ancien système de facturation directe
Tout d’abord, comme développé dans les propos introductifs, le mode de financement des établissements de santé, avant la mise en place de la tarification à l’acte en 2003, différait selon la nature juridique de l’établissement. Alors que les établissements du secteur public ainsi que les établissements PSPH fonctionnaient sur un modèle de dotation globale, les établissements privés fonctionnaient avec un système de facturation directe à l’Assurance maladie de forfaits de prestations et d’actes. Il s’agissait d’un fonctionnement du système de financement proche de celui de la T2A puisque celui-ci se basait déjà sur des catégories préétablies d’actes de soins et de prestations de soins avec une facturation individuelle à chaque patient.
Ensuite, le secteur privé pratiquait déjà, bien avant le financement sous T2A, une facturation au fil de l’eau. Il a toujours été coutume pour ces derniers d’être en mesure de présenter à chaque patient l’état de sa « facture » au moment de sa sortie. Contrairement au secteur public, qui avait pour habitude de pouvoir régulariser l’état de la « facture » d’un patient du 1er janvier au 31 décembre de la même année, les établissements privés étaient capables dès l’entrée en vigueur de la tarification à l’acte d’individualiser les prestations de soins et le reste à charge pour chaque patient. C’est d’ailleurs ce qui explique qu’en 2004, alors que le secteur public était financé à hauteur de 10 % par la T2A, les établissements privés ont eux été directement financés à hauteur de 100 % le nouveau système. Néanmoins, avec du recul, il aurait peut-être fallu agir de la sorte pour les établissements publics car il s’agit finalement d’une mesure qui a joué un rôle dans l’adaptation plus facile à la tarification à l’acte des établissements privés. 

#### Secteur d'ores et déjà habitué à la concurrence
En outre, le système de tarification à l’acte pousse les établissements à réfléchir sur leur stratégie de fonctionnement comme cela a été développé précédemment. Par l’adoption de la T2A, l’ensemble des établissements, qu’ils soient privés ou publics, ont été mis en concurrence. Si ces derniers souhaitent plus de moyens, ils sont dans l’obligation de pratiquer plus d’actes de soins. Seulement, tous les actes de soins ne rapportent pas les mêmes financements, certains actes sont longs et ne valent pas le coup d’être pratiqués quand on s’attarde sur ce qu’ils apportent. Il s’agit donc pour les établissements d’adopter un mode de raisonnement pour savoir selon leur zone d’activité et les patients qui y sont situés, quels actes de soins seront les plus rentables. Là, encore une fois, force est de constater que les établissements privés partent avec un avantage sur les établissements publics. 
Il a toujours été reconnu, même avant la T2A, que les établissements privés ont vocation à dégager des profits. Bien entendu, il ne s’agit pas ici d’évoquer le cas des établissements privés chargé d’une mission de service public à but non lucratif. En dehors du cas des ESPIC, les établissements privés avaient, bien avant la T2A, adopté des stratégies de fonctionnement tournées vers le profit. Ils devaient être en mesure de dégager des bénéfices et donc de savoir quels actes de soins rapportaient le plus, de quelle façon leur pratique pouvait être optimisée, etc. À titre d’exemple, avant même que la T2A ne soit dans les bouches des décideurs politiques, les établissements, tels que les cliniques, se réservaient déjà le droit de traiter certaines pathologies et de rediriger vers l’hôpital public pour d’autres. L’explication est simple, il s’agissait de pathologies qu’ils ne jugeaient pas rentables et qui ne les intéressaient pas. Cela peut paraître cruel, mais il s’agit simplement d’une stratégie de fonctionnement tournée vers le profit et la rentabilité de l’établissement.

#### Avantage inhérent au statut des établissements privé
Enfin, il semble que si la transition fut simplifiée pour les établissements privés, cela serait également dû à certains détails résultant de l'organisation des établissements. Par exemple, les établissements publics doivent prendre en compte, dans leur financement, la rémunération de tous les personnels soignants : de l’aide-soignant au praticien. Dans les établissements privés, les praticiens exercent à titre libéral : il n’y a pas d’utilité à faire entrer dans les calculs leur rémunération qui est assurée de façon totalement indépendante du système de T2A. 
Les établissements du secteur privé ont donc eu un avantage structurel dans le passage à T2A qui leur a permis une adaptation beaucoup plus rapide et efficace. Cette réalité n’a pas échappé aux décideurs politiques qui, pour tempérer cette inégalité d’adaptation, ont permis au secteur public de conserver un avantage important sur les établissements du secteur privé : la possibilité de présenter des comptes déficitaires. En effet, les établissements privés n’ont absolument pas le droit au déficit, les établissements publics sont, pour la majorité, en situation financière de déficit, sans que les pouvoirs publics ne les empêche de fonctionner ainsi.

### Adoption d'un raisonnement économique par les établissements publics de santé et les ESPIC
La T2A, outre une refonte du système financier en place, a créé tacitement une situation de fait qui entraîne aujourd’hui un profond malaise chez le personnel soignant. Cette situation est en effet moralement discutable lorsqu’elle ajoute au concept de service public, d’autant plus quand il touche à la santé de l’usager, le concept de rentabilité. 

#### Limites éthiques à un raisonnement basé sur la rentabilité dans le secteur public
En effet, les établissements, étant contraints par des tarifs versés à l’acte, doivent s’ajuster et, pour éviter d’être déficitaires et continuer à investir et développer les activités pratiquées en leur sein, doivent « faire du chiffre ». Par conséquent, les personnels hospitaliers doivent adopter des réflexes issus de la sphère privée, à savoir faire toujours plus de soins, comme s’il était demandé à ces personnels de vendre davantage de produits dans un magasin quelconque. 
Cependant, cette logique se heurte rapidement à des limites, purement humaines et éthiques. En effet, est-il convenable de penser pouvoir mal soigner un patient pour pouvoir passer rapidement à un autre dans le seul et unique but d’être rentable ? Cette situation pousse le personnel hospitalier à bout. Toujours plus, avec moins de moyens, les médecins, les infirmiers et les aides-soignants se retrouvent tirés de toutes parts dans un souci de rentabilité. Certaines personnes, épuisées, craquent et ils arrivent de plus en plus d’avoir des suicides sur le lieu de travail, au sein de l’établissement de santé. Bien entendu, la T2A ne peut pas être pointée du doigt comme étant l’unique responsable, mais le modèle de soins à adopter qu’il a instauré contribue à ces situations de détresse. 
L’usager également pâtît de cette situation. De nombreux médecins s’alarment allant jusqu’à dire que la « tarification à l’activité a perverti la finalité de nos actes soignants », ou parlant encore de « maltraitance des patients ». Cette maltraitance se traduit de plusieurs manières différentes. En effet, il arrive quotidiennement que des examens soient prescrits alors qu’ils auraient pu largement être évités, que des patients soient renvoyés à leur domicile plus tôt que la raison et la prudence auraient pu le conseiller ou encore il arrive que des patients ne soient pas correctement informés afin d’avoir le temps pour pouvoir toujours faire plus de « clients ». Le terme est provocateur mais résume pourtant bien la vision qui semble doucement se dégager dans les établissements publics, même si bien entendu le mot n’est pas officiellement employé.
De plus, ce mode de fonctionnement peut aboutir à des effets encore plus pervers, mais ô combien illégaux car discriminatoires, à savoir la sélection des patients. En effet, l’établissement public de santé, pensant désormais d’un point de vue un peu plus financier qu’humain – même si l’exagération est un peu grossière –, il serait possible d’imaginer que celui-ci, soucieux que les coûts générés par le séjour du patient soient pris en compte au sein du tarif GHM, identifie en amont les patients faisant partie d’une catégorie où le remboursement est plus considérable. Dans le même temps, il trouverait des stratagèmes pour évincer et exclure des soins les patients qui souhaitent faire leur admission au sein de l’établissement de santé mais qui sont du fait de leur pathologie bien moins « intéressants », économiquement parlant. 
Il peut également être fait référence à l’« upcoding » (ou « codage opportuniste » en français) c’est-à-dire le fait de faire passer les usagers sur d’autres GHM, mieux rémunérés, en faisant passer des examens complètement inutiles. La plupart du temps, l’usager qui est dans une situation de faiblesse du fait de son trouble, de sa pathologie, de son affection, du moins temporairement, et se référant aux paroles du médecin, considéré comme un homme de savoir, n’y verra que du feu. Il restera au médecin de lui justifier ces investigations en surplus par un discours rassurant et de recherche de solutions. Le médecin n’est pas nécessairement à blâmer car celui-ci ne fait cela que pour pérenniser l’établissement de santé dans lequel il exerce bien que la déontologie médicale dont il doit faire preuve est atteinte par cette pratique.

#### Raisonnement tout de même assorti de points positifs
Le système de la T2A n’est cependant pas totalement négatif, car il a quand même pu faire réaliser une meilleure maîtrise des dépenses de santé. Ce système va d’ailleurs connaitre des mutations pour plus d’efficacité financière. 
La tarification à l’activité, dans les établissements publics, se fait mensuellement. En effet, les actes faits durant un mois n ne seront payés par les organismes d’Assurance-maladie qu’à la fin de ce mois n. Comme il a été évoqué au début de ce travail, ce mode de tarification mensuelle a vocation à disparaitre au profit d’une tarification « au fil de l’eau » déjà pratiquée par le secteur privé, c’est-à-dire que les actes seront payés dès qu’ils auront été réalisés. Il s’agit du projet FIDES qui concerne les établissements publics et les établissements privés d’intérêt collectifs. Ce système est déjà en cours d’expérimentation, depuis 2010, et depuis le 2013, ce sont près de 1000 établissements de santé qui fonctionnent sur ce modèle. La FIDES a été prévu dans la loi de financement de la Sécurité sociale pour 2009, en son article 54. Cette facturation permettra d’avoir les informations « en temps direct » au niveau national et local (régional) de toutes les données relatives aux prestations effectuées par les établissements de santé. Ce système devrait permettre une meilleure maîtrise des dépenses de santé.
Long et difficile à mettre en place car nécessitant une formation spécifique pour les acteurs, en particulier les médecins, l’expérimentation permet de mettre en évidence les points faibles et ceux positifs pour permettre une mise en application sur tout le territoire efficient et efficace. De ce fait, elle doit veiller à ce que ce projet permette réellement d’atteindre les objectifs attendus, à pouvoir faire un bilan des bénéfices et des coûts, mettre en lumière les risques de ce mode de facturation, ainsi que de constater la bonne gestion des flux financiers, de circuits et des processus mis en œuvre ou encore l’organisation des services hospitaliers, qui seront les premiers acteurs de ce système de facturation.

## Conclusion
L’adaptabilité du système T2A n’est pas éternelle. Comme cela a été évoqué tout au long de ce travail, ce système provoque un paradoxe intrigant : les établissements de santé voient leur chiffre d’affaires annuel baisser au fil des années en raison de l’évolution dégressive des tarifs alors que leur activité reste inchangée. 
Le système semble s’essouffler car les établissements peinent à renouveler leurs solutions pour faire face à cette baisse irrémédiable de moyens. Le financement sous T2A a bien fonctionné mais il convient de se préparer à en observer rapidement les limites. Depuis quelques années, les pouvoirs politiques réussissent à s’adapter aux problèmes de la T2A : ils comblent les manques en piochant de ci de là. Ceux-ci soignent les « symptômes » sans véritablement s’occuper de la cause de la « maladie ». Ce qui peut aisément être qualifié « rafistolage » fonctionne, pour l’instant.

### Avenir de la T2A à l'aune du plan d'investissement d'Emmanuel Macron
La T2A est un système fonctionnel à moyen terme mais pas forcément viable à long terme tant les transformations et les agencements qu’elle requiert sont imprévisibles et parfois hâtifs. C’est dans ce contexte qu’Emmanuel Macron, dernier Président de la République française, promet un plan d’investissement relatif « à la santé et à l’innovation médicale de 5 milliards d’euros » sur l’ensemble de la durée de son quinquennat. Entendant ainsi réformer en profondeur la gouvernance, l’organisation ainsi que la tarification des établissements de santé, il souhaite « décloisonner » l’hôpital afin d’éviter que les patients y accourent provoquant un engorgement et surtout engendrant un coût important relatif à leur prise en charge dans la mesure où ils resteraient longtemps au sein de la structure. 
Pour ce faire, les politiques proposent alors d’améliorer les modalités et la qualité des soins ambulatoires, d’augmenter le nombre de GHT et de réduire la part de T2A la plafonnant à un taux de 50 %. Cette réduction de la place de la T2A est pensée pour favoriser d’autres sources de financements liés à des objectifs précis de santé publique incluant même le secteur médicolégal. La part dévouée à la T2A sera ainsi réduite pour laisser la place à d’autres entrées d’argent sous forme de dotations. Ainsi en laissant moins de place à ce système en perte de vitesse sommes-nous certains d’améliorer la situation ? A l’inverse, allons-nous vers une aggravation de la crise financière hospitalière ? 
De plus, le système de base de la T2A conçut une véritable machine à démotiver les praticiens, cette machine ne fonctionnant que dans un seul sens. Moins l’établissement fait d’actes, moins il sera rémunéré mais il ne sera pas plus rémunéré en augmentant le nombre de ses prestations. Ce qui augmentera la rémunération sera le fait que les médecins privilégient les actes rentables au détriment des actes plus simples ou encore qu’ils privilégient les dernières techniques opératoires au profit des techniques plus classiques, ceci influe non seulement sur la qualité des soins mais également sur les finances de l’hôpital. La T2A oblige ainsi les établissements à adopter une stratégie économique globale de raisonnement concernant leur segment d’activité. Certains praticiens seront alors jugés plus « rentables » que d’autres alors qu’ils pratiquent la même activité. Par exemple, la même opération chirurgicale mais simplement avec des moyens technologiques différents n’incluent pas le même niveau de rapidité. Ceci amènera à une confrontation entre les chirurgiens : il faudra expliquer à l’un pourquoi il est moins rentable et moins intéressant économiquement pour l’établissement qu’un confrère ayant les mêmes compétences. 
Néanmoins, si la limite à la T2A est certaine, le fait d’introduire de nouveaux financements ne peut être que bénéfique et ne pourra qu’améliorer la capacité de prévision des gestionnaires. En effet, ces autres formes de financement permettront probablement une transition en douceur vers un autre système, si la T2A succombe à ses lacunes et que les perspectives d’adaptabilité seront bel et bien épuisées. 

### T2A et GHT: une concurrence exacerbée?
Pour finir, il convient cependant de souligner le fait que la T2A est un système d’une justesse incomparable dans l’idée et dans sa conception : ce qui peut poser et pose encore problème c’est simplement sa valorisation. Il convient de l’étendre, aux activités de psychiatrie et aux soins de suites et de réadaptation sans pour autant le plafonner. Le risque sera alors de rentrer dans un système concurrentiel renforçant les inégalités entre les établissements de santé. 
Ce risque de concurrence exacerbée va être intensifié avec l’arrivée des GHT entre établissements de santé publics ce qui dans certaines régions, notamment la région Lilloise, donnera un pouvoir « monstrueux » aux établissements pivots qui deviendront les seuls décisionnaires en concentrant les pouvoirs de fonctionnement, de direction et financiers pour le GHT. Cette puissance accordée aux établissements pivots rendrait alors bien impossible la volonté du Président Macron d’inclure les établissements de santé privés au sein de tels GHT pour le moment envisagés uniquement comme public. En effet, cela équivaudrait en quelque sorte à la nationalisation de l’ensemble des établissements de santé et probablement à la mort du secteur privé, supprimant alors la liberté de choix du patient,,,.